# دار عمي
دار عمي هو طبق جزائري تقليدي مصنوع من سيجار الكفتة الصغير والصلصة البيضاء.

## الأصل وأصل الكلمة
هذا الطبق أصله من الجزائر واسمه يعني «بيت عمي».

## وصف
الدار عامي يشبه المثوم. وهو عبارة عن أعواد كفتة مخلوطة بفتات الخبز والجبن المبشور، تُقلى قبل طهيها في صلصة القرفة مع لحم الضأن والحمص.